# Chrysopogon diaphanes
Chrysopogon diaphanes là một loài ruồi trong họ Asilidae. Chrysopogon diaphanes được Clements miêu tả năm 1985. Loài này phân bố ở miền Australasia.